# محاسبة تكاليف النشاط

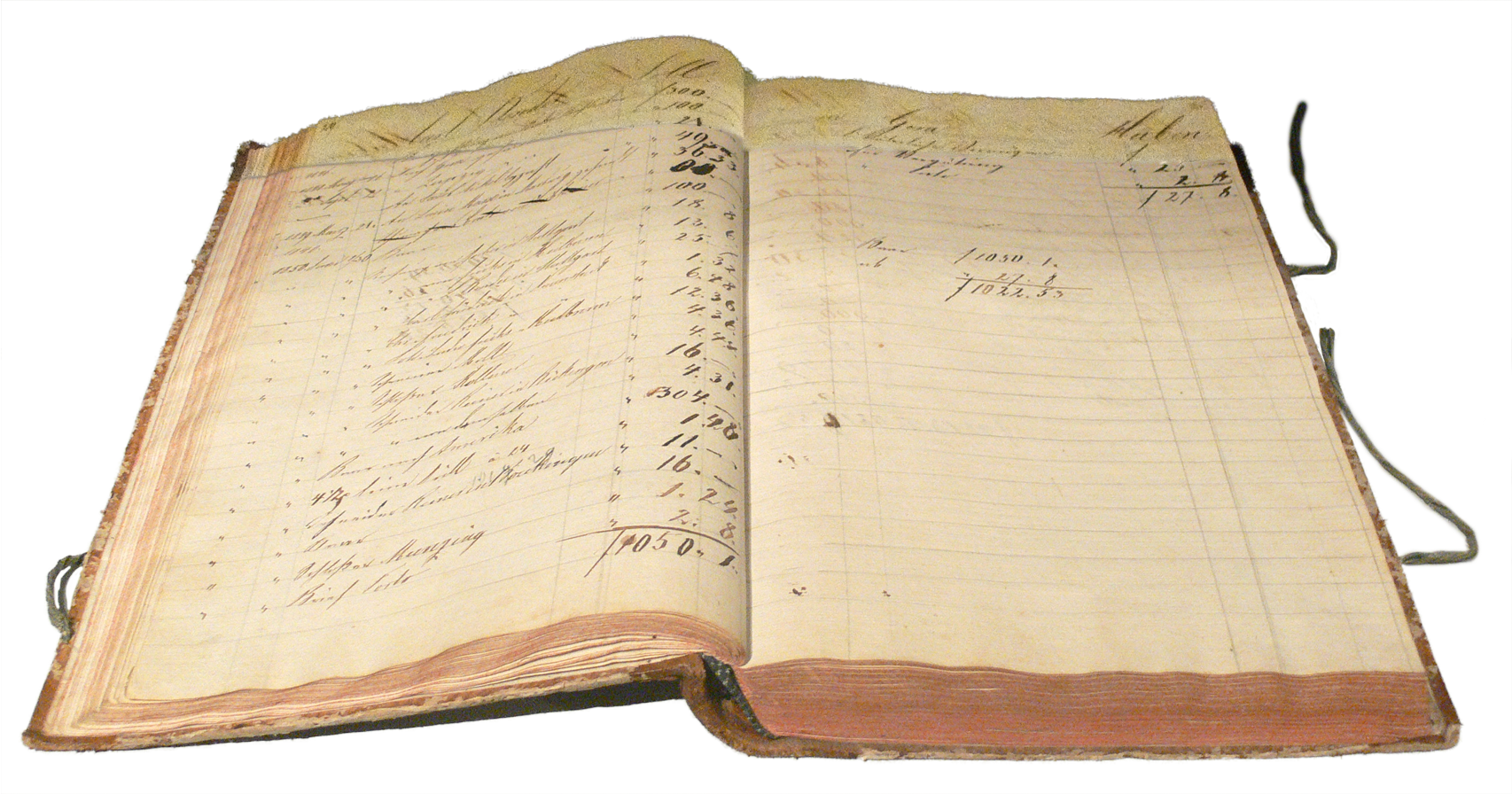

محاسبة تكاليف النشاط هو نظام يهتم بعلاج مشكلة تحميل التكاليف غير المباشرة وتخصيصها على النتجات من خلال اعتبار ان النشاط هو موضوع التكلفة المراد قياسها أولا، وبعد تحديد تكلفة النشاط يتم تحديد تكلفة المنتجات بقدر ما تستهلكه من هذه الانشطة المختلفة، وذلك على خلاف نظام التكاليف المتبع حاليا الذي يفترض ان المنتجات هي السبب في استهلاك الموارد ولذا تحمل التكاليف غير المباشرة على المنتجات طبقا لحجم الإنتاج من كل منتج بافتراض ان التكاليف غير المباشرة ترتبط فقط بحجم الإنتاج وبغض النظر عن طبيعة كل نشاط ومدى ارتباطه بحجم الإنتاج من عدمه.

## خطوات تطبيق النظام
1. تحديد الانشطة المختلفة التي تقوم بها المنشأة. مثلا نشاط تجهيز الالات، نشاط الرقابة على الجودة، نشاط الصيانة.
2. تحميل تكلفة الموارد) عناصر التكاليف (على الانشطة المختلفة لتكوين ما يسمى مجمع تكلفة لكل نشاط
3. تجديد واختيار مسببات التكلفة لكل نشاط. مثل عدد مرات التجهيز بالنسبة لنشاط تجهيز الالات
4. تحميل تكلفة الانشطة) مجمعات التكلفة (على المنتجات المستفيدة من خلال مسببات التكلفة.

## اهداف النظام
1. تحديد تكلفة الانشطة من خلال قياس الموارد المستهلكة في إنجاز هذه الانشطة
2. التحديد الدقيق لتكلفة المنتجات التي استهلكتها هذه الانشطة
3. تقديم معلومات مناسبة عن الانشطة التي تقم بها المنشأة لتقييم كفاءة وفعالية الأداء
4. تساعد المعلومات الدقيقة عن تكلفة المنتجات في ترشيد القرارات الإدارية المختلفة